# Teddington Hockey Club
Teddington Hockey Club is een hockeyclub uit Teddington, een wijk in Richmond upon Thames (Londen). De club werd in 1871 opgericht als cricket club.
Teddington heeft een grote rol gespeeld in geschiedenis van het hockey in Engeland. De club was betrokken bij de oprichting van de Engelse hockeybond in 1886. De mannen van de club vierden succes in de jaren 90, toen het team van 1992 tot en met 1996 vijf keer achtereen de finale van de Engelse hockeybeker werd bereikt. In 1994 en 1996 werden de finales daadwerkelijk gewonnen.